# Musikstreaming
Als Musikstreaming (auch Music as a Service) bezeichnet man die Übertragung von Musikangeboten per Streaming Audio zur Wiedergabe auf Computern oder mobilen Endgeräten mit Internetanbindung. Im Gegensatz zum Musikdownload erwirbt der Nutzer bei diesem Vertriebsweg keine Musikstücke zur freien privaten Nutzung, sondern kann Lieder lediglich im Stream oder in einer eingeschränkt nutzbaren zwischengespeicherten Version abhören. Zu den verschiedenen Formen des Musikstreamings gehören
- Internetradios, die ein redaktionell vorgegebenes Programm senden,
- Audio-on-Demand-Dienste, bei denen der Nutzer aus einem eingeschränkten Angebot ausgewählte Titel mit Werbeeinblendungen abrufen kann,
- Musik-Abo-Dienste, bei denen man gegen ein pauschales Entgelt frei aus dem Angebot verschiedener Musiklabels wählen kann,
- Musikveröffentlichungsplattformen wie Myspace und SoundCloud, die Musikern zur Bekanntmachung der eigenen Musik dienen, sowie
- Live-Streaming, also Liveübertragungen von Konzerten und musikalischen Veranstaltungen über das Internet.

In einem weiteren Sinne wird auch der Abruf von Musikvideos von Videoplattformen dem Musikstreaming zugerechnet.

## Entwicklung
Das Internetradio als älteste Form des Musikstreamings entstand bereits in den späten 1990er Jahren und nutzte die Vorteile des Internets und der Internetübertragungsmöglichkeiten für das klassische Radioformat. Dies wurde erweitert um reine Musikstreams in vielfältigen Genreformaten. Auch die mobile Nutzung mit spezieller Technik bis hin zu eigenen Internetradiogeräten entwickelte sich in den 2000ern.
Eine neue Variante des Musikstreamings entstand in der Mitte der 2000er. Um 2003 entstand mit Myspace eine Veröffentlichungsplattform, die es Musikern erlaubte, neben persönlichen Informationen auch Musikdateien anzubieten, die man sich als Stream anhören konnte. Viele wurden in der Community populär und Plattenlabel nahmen daraufhin die erfolgversprechendsten Talente unter Vertrag. Dies steigerte wiederum die Beliebtheit des Portals und viele Musiker verzichteten auf eine eigene Homepage zugunsten einer MySpace-Seite. Die wachsende Konkurrenz, aber auch eigene Probleme führten allerdings innerhalb weniger Jahre dazu, dass MySpace die Vorrangstellung an Anbieter wie Facebook und SoundCloud verlor.
Mit der zunehmenden Übertragungsgeschwindigkeit des Internets erweiterten sich auch die technischen Möglichkeiten. Im Jahr 2005 entstand mit YouTube eine Plattform, bei der man seine Beiträge nicht nur als Audio-, sondern als Videostream veröffentlichen konnte. Außerdem blieben die Inhalte nicht mehr nur auf Musik beschränkt. Ähnlich wie bei MySpace können hier Musiker eigene Channel einrichten, in die sie ihre Musikvideos einstellen. Anfänglich wurden bei YouTube und anderen Videoportalen viele Videos illegal hochgeladen und mussten wieder gelöscht werden. Durch eine Einigung mit der Musikwirtschaft wurde das Angebot legalisiert, die Plattformen zahlen Abgaben, die sie durch vorgeschaltete Werbevideos erwirtschaften.
Ende des Jahrzehnts entstanden dann Anbieter, die die freien werbefinanzierten Abrufe um ein bezahltes werbefreies Angebot erweiterten (Freemium-Modell): Kunden können meist für einen pauschalen Betrag aus einem vergrößerten Musikkontingent beliebig Musiktitel auswählen und anhören. Wegen der kalkulierbaren Einnahmen stellten auch viele Musikverlage ihre gesamten Kataloge für dieses Abo-Streaming zur Verfügung, weshalb die Popularität dieses Angebots sehr schnell zunahm. Auch die technische Entwicklung half beim Durchbruch: Dadurch, dass Smartphones und Tablets immer mehr zu Universalgerät auch für das Musikhören wurden und sich gleichzeitig die Mobilnetze der dritten und vierten Generation immer mehr ausweiteten, wurde Streaming auch für unterwegs attraktiv. Sogar Automobilhersteller bezogen den Streamingempfang in die Gestaltung ihrer Automodelle ein.

## Musikstreaming in der Musikindustrie
Während das Internetradio nur eine Erweiterung des klassischen Radios bedeutete, stellte die Verbreitung von Musik über Audio- und Videoplattformen die Musikindustrie nach dem Filesharing vor eine erneute Herausforderung. Zunehmende Übertragungsgeschwindigkeiten machten das Abrufen von Musik im Internet immer attraktiver und beeinflussten so den Musikmarkt. Außerdem ergaben sich neue Möglichkeiten, Musik mitzuschneiden, wodurch potenzielle Musikkäufer verloren gingen. Deshalb wurde das Musikstreaming als neue Vertriebsform etabliert, indem den Portalen die Veröffentlichung der Musik freigegeben wurde. Dafür wurde eine Entschädigung pro Aufruf bzw. anteilig am Umsatz vereinbart, den die Plattformen mit Werbung erzielen.
Des Weiteren nutzte die Musikindustrie die Popularität der Plattformen offensiv und veröffentlichte exklusive Musikstücke und eigene Videos, um ihre Künstler sowie neue Singles und Alben zu bewerben. Ein Meilenstein war 2012 das Video zum Lied Gangnam Style des südkoreanischen Musikers Psy, das die Grenze von einer Milliarde Abrufen auf YouTube überschritt.
Das Angebot von Musikstücken als Streams direkt aus dem Katalog der Musiklabels wurde jedoch lange skeptisch gesehen und erst mit dem Erfolg des Musik-Abo-Dienstes Spotify in Schweden wurde auch das Abo-Streaming zu einem signifikanten Bestandteil des Musikmarkts weltweit. Im Jahr 2011 machte Streaming inklusive der werbefinanzierten Angebote 11,5 Prozent der digitalen Umsätze mit Musik aus, 2013 waren es bereits 20 Prozent. Der Gesamtumsatz mit Abostreaming überschritt in diesem Jahr die Grenze von 1 Milliarde US-Dollar bei einem Gesamtvolumen des weltweiten Musikmarkts von 15 Milliarden. Damit löste das Streaming als wachsender Markt die Musikdownloads ab, die parallel dazu das schnelle Wachstum der davor liegenden Jahre nicht mehr fortsetzen konnten.
Bei der Verbreitung des Musikstreamings gibt es regional unterschiedliche Entwicklungen. Als in Schweden 2009 nach den Verurteilungen im Fall The Pirate Bay das Filesharing massiv einbrach, konnte der heimische Anbieter Spotify die entstandene Lücke nutzen und sich als legale Alternative etablieren. Die hohe Verfügbarkeit schneller Datenübertragung in Nordeuropa trug ebenfalls zum Erfolg bei. Dabei überflügelte der Streamingdienst auch die legalen Verkäufe von Downloads und physischen Tonträgern. Anfang 2013 betrug der Anteil des Streamings am nationalen Musikmarkt in Schweden über 70 und in Norwegen 66 Prozent. In Österreich waren es 25 Prozent, in der Schweiz und Deutschland dagegen nur 7 beziehungsweise 4,7 Prozent. 10 % der Deutschen nutzten Anfang 2014 Abo-Streamingdienste. Die beiden bevölkerungsreichsten Länder China und Indien hatten auch den größten Digitalmarktanteil, der zu mehr als der Hälfte aus Streamingangeboten bestand, die somit etwa 40 bzw. 30 % des Gesamtmarktes ausmachten. Während sich auch in den USA, Südamerika und Australien das Musikstreaming zu einem wichtigen Teil des Musikmarkts entwickelte, blieb es im zweitgrößten Musikmarkt Japan wegen der Lizenzlage wie der gesamte Onlinebereich ohne große Bedeutung.
Im Jahr 2022 gab es in Deutschland 178 Milliarden Musikstreamings.
Eine Besonderheit des Musikstreamings in den USA ist, dass dort Lizenzeinnahmen für die abgerufene Musik von der Verwertungsgesellschaft SoundExchange auch für die Interpreten eingezogen werden. Bei den klassischen Rundfunkstationen werden von ASCAP und BMI nur die Beiträge für die Autoren und die Labels eingezogen.
Trotz des Erfolgs des Musikstreamings wird das Streamingkonzept von einer Reihe von Interpreten nicht uneingeschränkt geteilt. So schlossen noch Ende 2011 Coldplay ihr Album Mylo Xyloto von den Streaming-Angeboten aus, andere Werke stehen auf den Plattformen jedoch zur Verfügung. Weitere Künstler, die sich mit ihren Werken ganz oder teilweise dem Streaming verweigerten, sind Adele, Arcade Fire, Paul McCartney, Pink Floyd und Tom Waits.
Aber auch die Musikhörer zeigen ein zwiegespaltenes Verhältnis zum Streaming. In Umfragen stellten Musikkonsumenten immer wieder in Frage, für Abo-Angebote zahlen zu wollen, und zogen das „Besitz-Modell“ (Erwerb von Dateien und Tonträgern) dem „Access-Modell“ (Streaming) vor.
In der Studie über globale Musikhörgewohnheiten Music Consumer Insight Report 2018 untersuchte die International Federation of the Phonographic Industry (IFPI) wie Musikkonsumenten im Alter von 16–64 Jahren in 20 der größten Musikmärkte der Welt mit Musikaufnahmen umgehen. Demnach wird fast die Hälfte der On-Demand-Streaming-Musik bei YouTube gehört.

## Streaming-Charts
Bestandteil des Angebots von Streaming-Plattformen ist häufig eine Bestenliste der am häufigsten abgerufenen Streams zur Bewerbung des eigenen Angebots. Insbesondere die bei YouTube-Videos angegebene Abrufzahl dient häufig als Ausweis der Popularität eines Liedes oder eines Videos. Durch Auswertung der IP-Adressen der Aufrufer lassen sich die Zugriffe auch größtenteils einzelnen Ländern zuordnen. Seit den frühen 2010ern werden von den offiziellen nationalen Musikcharts-Anbietern in vielen Ländern auch die Streamingdaten in eigenen Charts erfasst. Dabei gibt es unterschiedliche Kriterien was die Auswahl der Plattformen und die Art des Streamings betrifft. Schweden ist ein Vorreiter beim Musikstreaming und nahm bereits im Oktober 2010 Streamingdaten in die offiziellen Sverigetopplistan auf. In den USA führte Billboard im März 2012 On-Demand-Songs-Charts ein und die ersten Streaming-Charts in Europa erstellte Media Control im Mai desselben Jahres für Deutschland (Top 20). In den USA wurden die Streaming-Daten im März 2013 erstmals Bestandteil der offiziellen Billboard Hot 100 und die Nummer eins bei den YouTube-Zugriffen wurde sofort Nummer eins der Singlecharts. Seit Anfang 2014 ist Abo-Streaming auch Bestandteil der deutschen und der österreichischen, seit Juli desselben Jahres auch der schweizerischen und der britischen Charts.

## Nutzerzahlen in Deutschland
Laut einer Umfrage im Auftrag des Digitalverbands Bitkom aus dem Jahr 2021 hörten zu dieser Zeit 76 Prozent der Internetnutzer in Deutschland gestreamte Musik. Musik über Videoportale zu streamen (66 Prozent) war dabei noch verbreiteter, als dezidierte Musikstreaming-Dienste zu nutzen (61 Prozent). Knapp die Hälfte (48 Prozent) griff auf kostenpflichtige Audiostreaming-Dienste zurück.

## Kritik an den Verträgen von Streaming-Anbietern
Die Allgemeinen Geschäftsbedingungen (AGB) von Streaming-Anbietern, die ihre Inhalte gegen Entgelt anbieten, sind wiederholt in Kritik geraten. Bei einem Test monierte die Stiftung Warentest bereits im Juli 2013 „sehr deutliche Mängel“ in den Nutzungsbedingungen. Die meisten Mängel wurden beim Dienst rdio gefunden, bei dem 40 Klauseln rechtswidrig gewesen seien. Im Mai 2014 prüfte der Verbraucherzentrale Bundesverband (VZBV) die Websites und die Allgemeinen Geschäftsbedingungen (AGB) von 14 Streaming-Diensten, die sich an Verbraucher wenden, und kam dabei ebenfalls zu dem Ergebnis, dass sie vielfach mangelhaft sind. Daraufhin wurden 20 Abmahnungen versandt, aufgrund derer die meisten, aber nicht alle Unternehmen für Abhilfe sorgten. Beanstandet wurde unter anderem, dass sich Dienste vorbehielten, den Zugriff jederzeit zu sperren oder zu kündigen oder Nutzerdaten ohne Einwilligung an Dritte, insbesondere an Facebook, weiterzugeben, um Werbung schalten zu können. Viele möchten auch die Preise oder andere Vertragsinhalte einseitig nach Vertragsschluss ändern können. Auch werden Nutzerdaten ohne die Zustimmung des Benutzers gesammelt, um daraus Profile zu erzeugen. Außerdem seien die Nutzungsbedingungen unzumutbar lang. Acht Dienste hätten zudem kein rechtmäßiges Impressum vorgehalten, so dass es Verbrauchern erschwert wird, im Streitfall gegen die Betreiber vorzugehen.
In der öffentlichen Debatte wird zunehmend gefordert, Musikschaffende an der Preisgestaltung zu beteiligen.